# كأس أوروبا 1959–60
كأس أوروبا 60-1959 النسخة الخامسة من دوري أبطال أوروبا بمسماها القديم كأس أوروبا للأندية، فاز فريق ريال مدريد للمرة الخامسة على التوالي باللقب بعد تغلبه على فريق إنتراخت فرانكفورت 7-3. أقيمت المبارة النهائية بين الفريقين على ملعب معروف وهو  هامبدن بارك في غلاسكو بتاريخ 18 مايو من عام 1960.

## النهائي
ريال مدريد ضد آينتراخت فرانكفورت. وانتهى اللقاء بفوز ريال مدريد 7-3 لتصبح أكبر نتيجة في نهائي كأس أوروبا.

## الهدافون
| اللاعب              | النادي               | الأهداف |
| ------------------- | -------------------- | ------- |
| فيرينتس بوشكاش      | ريال مدريد           | 12      |
| ألفريدو دي ستيفانو  | ريال مدريد           | 8       |
| لاديسلاو كوبالا     | برشلونة              | 7       |
| Owe Ohlsson         | غوتبورغ              | 6       |
| جاكيس فويكس         | نيس                  | 5       |
| ساندور كوتشيس       | برشلونة              | 5       |
| اروين شتاين         | آينتراخت فرانكفورت   | 5       |
| سامي بيرد           | رينجرز               | 4       |
| Joop Daniels        | سبارتا روتردام       | 4       |
| إيفاريستو دي ماسيدو | برشلونة              | 4       |
| ديتر ليندنر         | آينتراخت فرانكفورت   | 4       |
| بوبي ماسون          | وولفرهامبتون واندررز | 4       |
| إيان ماكميلان       | رينجرز               | 4       |
| إريك ماير           | آينتراخت فرانكفورت   | 4       |
| فيكتور نورينبيرغ    | نيس                  | 4       |
| ألفريد بفاف         | آينتراخت فرانكفورت   | 4       |